# باردزراوان
باردزراوان (به ارمنی: Բարձրավան) یک سکونتگاه مسکونی در ارمنستان است که در استان سیونیک واقع شده‌است.  در  کیلومتری جنوب کاپان، مرکز استان سیونیک واقع شده است.

## خصوصیات
باردزراوان ۱۰٫۱۵ کیلومترمربع مساحت و ۱۴۶ نفر جمعیت دارد و در ارتفاع  متر بالاتر از سطح دریا قرار گرفته است.